# V. arméfördelningen (1893–1927)
V. arméfördelningen var en arméfördelning inom svenska armén som verkade åren 1893-1927. Förbandsledningen var förlagd i Stockholms garnison i Stockholm.

## Historik
Genom 1892 års härordning bildades 5. arméfördelningen 1893, arméfördelningen ersatte då det tidigare 5. militärdistriktet. År 1902 antogs namnet V. arméfördelningen. I samband med försvarsbeslutet 1925 avvecklades och upplöstes V. arméfördelningen. Samtliga ingående förband placerades inom andra arméfördelningar.

## Verksamhet
Arméfördelningschef hade en särskild stab, vilken bestod av 1 stabschef och 1 generalstabsofficer (båda på generalstabens stat), 2 såsom adjutanter ur underlydande truppförband kommenderade officerare, 1 fortifikationsofficer (på fortifikationens stat), 1 fördelningsintendent och 1 expeditionsintendent (på intendenturkårens stat), 1 fördelningsläkare och 1 fördelningsveterinär.

### Inskrivningsområde
År 1925 omfattade V. arméfördelningsområdet följande inskrivningsområden: Värmland, Västmanland, Uppsala, och Kopparberg.

## Ingående enheter

### 1915
År 1915 bestod arméfördelningen av följande förband:

- Upplands infanteriregemente (I 8)
- Dalregementet (I 13)
- Västmanlands regemente (I 18)
- Värmlands regemente (I 22)
- Livregementets dragoner (K 2)
- Skånska husarregementets detachement i Uppsala (K 5 U)
- Upplands artilleriregemente (A 5)
- Västmanlands trängkår (T 5)

### 1925
År 1925 bestod arméfördelningen av följande förband:
- 9. infanteribrigaden: Upplands infanteriregemente (I 8) och Västmanlands regemente (I 18)
- 10. infanteribrigaden (Dalregementet (I 13) och Värmlands regemente (I 22)
- Livregementets dragoner (K 2)
- Skånska husarregementets detachement i Uppsala (K 5 U)
- Upplands artilleriregemente (A 5)
- Västmanlands trängkår (T 5)

## Förläggningar och övningsplatser
Staben samt förbandsledningen för V. arméfördelningen förlades 1899 till Fredrikshovs slott i Stockholm, för att flyttas den 1 maj 1905 till Kvarteret Krubban på Storgatan. År 1907 flyttades staben till Munkbrogatan för att den 1 april 1913 förläggas till Generalitetshuset på Östermalmsgatan 87 i Stockholm.

## Förbandschefer
| Period    | Namn                  | Grad         | Kommentar                                                     |
| --------- | --------------------- | ------------ | ------------------------------------------------------------- |
| 1890–1899 | Otto Taube            | Generalmajor | Generallöjtnants grad 1897 och avsked ur armén 1899.          |
| 1899–1907 | Wilhelm Stjernstedt   | Generalmajor | Generallöjtnants grad 1905.                                   |
| 1907–1917 | Olof Malm             | Generalmajor | Sveriges krigsminister 1907–1911. Generallöjtnants grad 1914. |
| 1908–1911 | Christofer von Platen | Generalmajor | Tillförordnad chef.                                           |
| 1917–1923 | Constantin Fallenius  | Generalmajor | Generallöjtnants grad 1922.                                   |
| 1923–1927 | Georg Nyström         | Generalmajor |                                                               |